# Anambra-Leste
Anambra-Leste é uma área de governo local e cidade do estado de Anambra, centro-sul da Nigéria. Localidades que compõem o governo local são: Umuleri, Igboariam, Nnando, Nsugbe, Aguleri, Otuocha, Ezi Aguluotu, Mkpunando e Umuoba Anam.
Em Anambra-Leste, petróleo e gás foram encontrados em grande quantidade nas margens do rio Omambala, e a primeira refinaria privada, aeroporto e conjunto habitacional estão prestes a serem instalados em Umuleri pela Orient Petroleum Resources PLC.